# Roncone (arma)
Il roncone o ronco era un'arma inastata tipica delle milizie urbane italiane del XIV secolo ma citato nei documenti già del XIII secolo. Forgiato da un singolo pezzo, era un adattamento dalla roncola, attrezzo agricolo usato per tagliare i rami degli alberi. Lo scopo del roncone in battaglia era sia quello di trafiggere, sia quello di agganciare e disarcionare i cavalieri.

## Costruzione
Accanto al roncone comunemente definito si può individuare una versione "ibrida" che è sia un'arma che un attrezzo agricolo: il roncone da cernida.
Questo tipo di roncone ha la lama in tutto simile a quella della roncola ma è composta da un unico pezzo di ferro: il prolungamento della lama, opportunamente arrotolato in fase di lavorazione, va a costituire il manico. Ciò permette di inastare la roncola in caso di guerra e utilizzarla come un vero e proprio roncone. In molti casi sul dorso della lama veniva aggiunto uno spuntone appuntito che aveva utilità solo in caso di utilizzo militare. 
Questo tipo di arma/attrezzo si diffuse particolarmente nelle campagne europee durante tutto il medioevo tra i contadini che avevano obblighi militari (in Italia in particolare tra le cernide nei domini di terra della repubblica veneta). Rappresentava un buon compromesso tra costo dell'arma (in un'epoca in cui il ferro era un materiale prezioso) e utilità (per il lavoro nei campi e nei boschi).

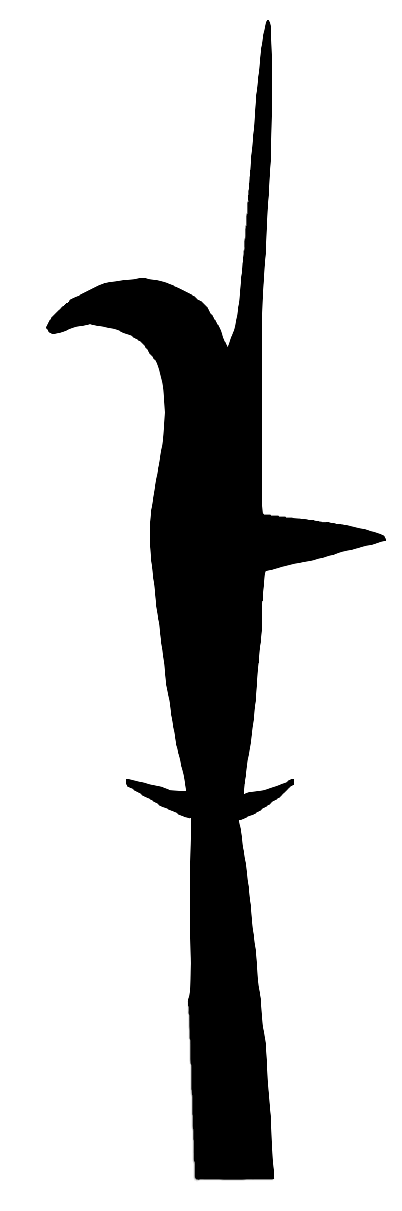
Profilo di roncone del tardo XV secolo
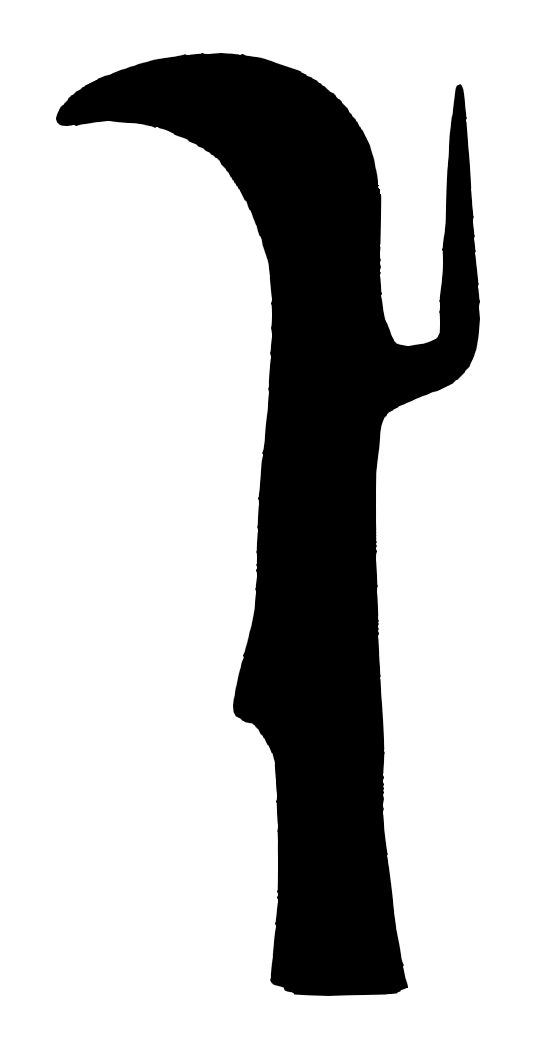
Profilo di roncone da cernida del XV secolo